# Ernst-Günther Schenck
Ernst-Günther Schenck (3 d'octubre de 1904 a Marburg, Hessen – 21 de desembre de 1998) va ser un coronel (Standartenführer) nazi i un metge que es va unir a les SS l'any 1933. Gràcies a un encontre fortuït amb Adolf Hitler durant els darrers dies de la Segona Guerra Mundial, les seves memòries resulten valuoses històricament. Els seus relats d'aquest període van influir en els de Joachim Fest i James P. O'Donnell respecte al final de la vida de Hitler i es van incloure en la pel·lícula La Caiguda.
L'abril de 1945, durant la batalla de Berlín, Schenck va treballar voluntàriament en un lloc d'emergències situat al gran celler de la Cancilleria del Reich, prop de Vorbunker i Führerbunker. Malgrat no tenir experiència en cirúrgia, va operar víctimes de la batalla.
Durant aquestes operacions cirúrgiques, Schenck va ser ajudat pel Dr. Werner Haase, que també era un dels metges privats de Hitler.
Durant els darrers dies de la guerra a Berlin, Schenck va veure en persona a Hitler només dues vegades i durant poc temps, la segona vegada va ser en la "recepció" que es va fer després del casament de Hitler amb Eva Braun.